# テコスFC
テコス・フットボル・クルブ (スペイン語: Tecos Fútbol Club) はメキシコ・サポパンに本拠地を置くサッカークラブである。1971年7月5日設立。エストゥディアンテス・テコス (スペイン語: Estudiantes Tecos) の名で呼ばれることが多い。

## 歴史
前身はグアダラハラ自治大学（Universidad Autónoma de Guadalajara、略称U.A.G.）のサッカー部で、1971年にメキシコサッカー連盟に加盟しプロサッカークラブとなった。発足時の名称はクルブ・デ・フットボルUAG（Club de Fútbol U.A.G.）。1974-75シーズンに2部のリーガ・デ・アセンソで優勝し、プレミア・ディビシオン・メキシカーナ昇格を達成した。そして1993-94シーズンにトップリーグでの優勝を果たした。トップカテゴリーより2つ下のカテゴリーから発足したクラブが優勝した初めての例で有り、かつ現在に至るまで唯一の例である。
2014年5月22日、クラブオーナーがクラブのサカテカス移転を発表、5月28日、クラブは解体されトップチームはミネロス・デ・サカテカスとして新たなスタートを切った。
トップチーム消滅後もリザーブチームが3部リーグに残っており、2015年8月に新オーナーが就任しテルセーラ・ディビシオン（4部リーグ）から再スタートした。

## タイトル

### 国内タイトル
- リーガMX: 1

1993-94
- アセンソMX: 1

Clausura 2014
- セグンダ・ディビシオン・プロフェシオナル: 1

1974-75
- テルセーラ・ディビシオン: 2

1972-73, 2016-17

### 国際タイトル
- CONCACAFカップウィナーズカップ: 1

1995

## 現所属メンバー
2023年8月8日現在
注：選手の国籍表記はFIFAの定めた代表資格ルールに基づく。
| No. | Pos. |          | 選手名             |
| --- | ---- | -------- | ------------------ |
| 2   | DF   | メキシコ | Cristian Rodríguez |
| 3   | DF   | メキシコ | Gustavo Rodríguez  |
| 4   | DF   | メキシコ | César López        |
| 5   | MF   | メキシコ | Carlos Tolosa      |
| 6   | MF   | メキシコ | Brandon Fonseca    |
| 7   | MF   | メキシコ | Brian Zavala       |
| 8   | MF   | メキシコ | Luis Ceballos      |
| 9   | FW   | メキシコ | Jorge Jiménez      |
| 10  | FW   | メキシコ | Héctor González    |
| 11  | MF   | メキシコ | José Casillas      |
| 12  | GK   | メキシコ | Darío Álvarez      |

| No. | Pos. |                | 選手名            |
| --- | ---- | -------------- | ----------------- |
| 14  | FW   | アメリカ合衆国 | Gerardo Alonzo    |
| 15  | GK   | メキシコ       | Alex Cruz         |
| 17  | FW   | メキシコ       | Alejandro Jacobo  |
| 18  | MF   | メキシコ       | Marcos Romo       |
| 19  | FW   | メキシコ       | Gerardo Padilla   |
| 20  | MF   | メキシコ       | Luis Moreno       |
| 23  | DF   | メキシコ       | Diego Romero      |
| 26  | GK   | メキシコ       | Jorge Cisneros    |
| 27  | DF   | メキシコ       | Pedro Terán       |
| 29  | FW   | メキシコ       | Antonio Hernández |
| 45  | MF   | メキシコ       | Mauro Andrade     |

## 歴代監督
- ビクトル・マヌエル・ブセティッチ 1993-1995, 1997-1998
- ルイス・フェルナンド・テナ 1996-1997
- ミゲル・エレーラ 2008-2010

## 歴代所属選手
- ディエゴ・コレット 2005-2007
- エマヌエル・ビジャ 2007-2008
- マルセロ・ゴンサウヴェス・コスタ・ロペス 1990-1995
- オズマール・ドニゼッチ・カンディド 1991-1995, 2003, 2004-2005
- ハフェ・ソト 2000-2001, 2003
- アドルフォ・バウティスタ 1998-2002
- ホセ・デ・ヘスス・コロナ 2004-2009
- パベル・パルド 1998-1999
- ディエゴ・ガビラン 2000-2003
- ハーキュリーズ・ゴメス 2011
- セバスティアン・アブレウ 1999-2000, 2004
- アントニオ・アルサメンディ 1983-1984
- マルセロ・ソサ 2008-2009
- エドゥアルド・アセベド 1987-1991